# نورث‌وسترن ایر
نورث‌وسترن ایر (به انگلیسی: Northwestern Air) یک شرکت هواپیمایی با کد یاتا J3 است که در تاریخ ۱۹۶۵ میلادی تأسیس شده است.
دفتر مرکزی نورث‌وسترن ایر در نواحی شمال غرب واقع شده‌است و به ۹ مقصد، پرواز مستقیم انجام می‌دهد.

## مقصدهای پروازی
- آلبرتا
  - ادمونتون (فرودگاه بین‌المللی ادمونتون)
  - فورت چیپواین (فرودگاه فورت چیپواین)
  - فورت مک‌موری (فرودگاه فورت مک‌موری)
  - High Level (فرودگاه‌های لول)
- نواحی شمال غرب
  - فورت اسمیث (فرودگاه فورت اسمیث)
  - یلونایف (فرودگاه یلونایف)
  - Hay River (فرودگاه هی ریور/مرلین کارتر)